# Titularbistum Cefala
Cefala ist ein Titularbistum der römisch-katholischen Kirche. 
Es geht zurück auf einen früheren Bischofssitz in der gleichnamigen antiken Stadt, die sich in der römischen Provinz Africa proconsularis befand. Der Bischofssitz war der Kirchenprovinz Karthago zugeordnet.
| Titularbischöfe von Cefala |                                          |                                                  |                   |                 |
| Nr.                        | Name                                     | Amt                                              | von               | bis             |
| 1                          | Fernando Azcárate y Freyre de Andrade SJ | Weihbischof in San Cristóbal de la Habana (Kuba) | 17. März 1964     | 29. Juli 1998   |
| 2                          | Petr Esterka                             | Weihbischof in Brünn (Tschechien)                | 5. Juli 1999      | 10. August 2021 |
| 3                          | Carlos Márquez Delima                    | Weihbischof in Caracas (Venezuela)               | 23. Dezember 2021 |                 |